# Behaving Badly (película)
Behaving Badly (Mal Comportamiento en Hispanoamérica) es una película estadounidense de comedia de 2014 escrita y dirigida por Tim Garrick, y protagonizada por Nat Wolff, Selena Gomez y Austin Stowell. Es la adaptación cinematográfica de la novela de Ric Browde While I'm Dead Feed the Dog (2000). La película se estrenó el 1 de agosto de 2014 en Estados Unidos.

## Trama
Rick Stevens (Nat Wolff) de 16 años de edad, y su enamorada Nina Pennington (Selena Gomez) se embarcan juntos en una odisea con temas de rock 'n' roll mientras Nina se ocupa de su dominante novio, Kevin (Austin Stowell).

## Reparto
- Nat Wolff como Rick Stevens.
- Selena Gomez como Nina Pennington (el interés amoroso de Rick).
- Austin Stowell como Kevin Carpenter (novio de Nina).
- Dylan McDermott como Jimmy Leach.
- Cary Elwes como Joseph Stevens (padre de Rick).
- Mary-Louise Parker como Lucy Stevens (madre de Rick).
- Heather Graham como Annette Stratton-Osborne.
- Elisabeth Shue como Pamela Bender.
- Patrick Warburton como Principal Basil Poole.
- Jason Lee como Padre Krumins.
- Rusty Joiner como Keith Bender.
- Ashley Rickards como Kristen Stevens.
- Scott Evans como Ronnie Watt.
- Mitch Hewer como Steven Stevens.
- Danielle Burgio como Tina Johnson.
- Jason Acuña como Brian Savage.
- Gil McKinney como Oficial Joe Tackett.
- Nate Hartley como Karlis Malinauskas.
- Lachlan Buchanan como Billy Bender.
- Katherine-Clark Neff como Zoe.
- Mercy Malick como Cherysh.
- JT Alexander como Clint.

## Producción

### Preproducción
Originalmente fue titulada Feed The Dog en referencia a la novela en la que está basada, While I’m Dead Feed the Dog de Ric Browde; sin embargo la película cambió su nombre en agosto de 2012 a Parental Guidance Suggested, pero finalmente adoptó el título de Behaving Badly debido a que en 2012 se estrenó una película de nombre muy similar: Parental guidance.

### Filmación
La filmación se realizó en locaciones de Los Ángeles, California, Estados Unidos.